# Beretta 501 sniper
Beretta 501 sniper — итальянская снайперская винтовка.
Для стрельбы из снайперской винтовки применяются винтовочные патроны 7,62×51 мм НАТО. Технически представляет собой 5-зарядную винтовку с продольно-скользящим поворотным затвором. Подача патронов при стрельбе производится из отъемных коробчатых магазинов ёмкостью 5 патронов.
Винтовка комплектуется оптическим прицелом. Разработана на основе спортивной винтовки Beretta 500. Выпуск винтовки был начат в 1985 году и прекращён в середине 1990-х годов.